# Schnabel (Familienname)
Schnabel ist ein deutscher Familienname.

## Namensträger

### A
- Alban Schnabel (1852–1938), deutscher Politiker
- Alexander Schnabel (* 1987), österreichischer Politiker (FPÖ)
- Alexander Maria Schnabel (1889–1969), deutsch-baltischer Komponist
- Alois Schnabel (1910–1982), österreichischer Feldhandballspieler
- André Schnabel, deutscher Rapper, siehe Mr. Schnabel
- Andreas Schnabel (* 1953), deutscher Autor und Ghostwriter
- Anna Schnabel († 1674), Opfer der Hexenverfolgung, siehe Katharina Lips
- Anna-Lena Schnabel (* 1989), deutsche Jazzmusikerin
- Arthur Schnabel (1947–2018), deutscher Judoka
- Artur Schnabel (1882–1951), österreichischer Pianist und Komponist

### B
- Berthold Schnabel (* 1943), deutscher Regionalhistoriker

### C
- Carl Schnabel (Komponist) (1809–1881), Pianist und Komponist in Breslau
- Carl Schnabel (Oberbergrat) (1843–1914), Metallhüttenkundler und Oberbergrat
- Carl Friedrich Jakob Schnabel (1740–1787), deutscher Jurist und Stadtsyndikus in Elberfeld
- Christian Schnabel (1878–1936), deutscher Konstrukteur und Erfinder
- Claus Schnabel (* 1961), deutscher Wirtschaftswissenschaftler

### D
- David Schnabel (* 1984), deutscher Kunstradfahrer
- Deborah Schnabel (* 1985), deutsche Pädagogin und Direktorin der Bildungsstätte Anne Frank
- Dieter Schnabel (Rechtsanwalt) (1935–2024), deutscher Rechtsanwalt und Kulturjournalist
- Dieter Schnabel (Unternehmer) (1946–2023), deutscher Unternehmer und Alleineigentümer der Helm AG
- Dietrich Schnabel (* 1968), deutscher Dirigent
- Dunja Schnabel (* 1970), deutsche Illustratorin und Kinderbuchautorin

### E
- Eckhard J. Schnabel (* 1955), deutscher Theologe
- Egon Schnabel (* 1937), deutscher Biathlet
- Enrico Schnabel (* 1974), deutscher Ruderer
- Ernst Schnabel (Politiker) (1840–1898), deutscher Brauereibesitzer und Kommunalpolitiker
- Ernst Schnabel (1913–1986), deutscher Schriftsteller

### F
- Fabian Schnabel (* 1993), deutscher Fußballspieler
- Falk Schnabel (* 1969), Polizeipräsident von Köln
- Franz Schnabel (1887–1966), deutscher Historiker
- Fritz Schnabel (1886–1948), deutscher Verleger

### G
- Günter Schnabel (1927–2018), deutscher Sportwissenschaftler

### H
- Heinrich Schnabel (Landrat) (1778–1853), Maire von Düsseldorf, später Landrat von Mülheim/Rhein
- Heinrich Schnabel (Schriftsteller) (1885–1916), deutscher Schriftsteller
- Heinz-Hermann Schnabel (* 1945), deutscher Landespolitiker (CDU)
- Helen Schnabel (1911–1974), US-amerikanischer Pianistin und Musikpädagogin
- Helga Schnabel-Schüle (* 1954), deutsche Historikerin
- Hermann Schnabel (1921–2010), deutscher Unternehmer
- Hieronymus Wilhelm Schnabel (1656–1702), deutscher evangelischer Theologe
- Hiltrudis Schnabel (1900–1984), deutsche Ordensschwester

### I
- Isabel Schnabel (* 1971), deutsche Wirtschaftswissenschaftlerin
- Isidor Schnabel (1842–1908), österreichischer Augenarzt

### J
- Jan Wulf-Schnabel (* 1969), deutscher Sozialwissenschaftler
- Jana Schnabel (* 1999), österreichische Leichtathletin
- Joachim Schnabel (* 1976), österreichischer Politiker (ÖVP)
- Johann Schnabel († 1546), evangelischer Theologe und Reformator
- Johann Gottfried Schnabel (Gisander; 1692–1744/48), deutscher Schriftsteller
- John Schnabel (1920–2016), US-amerikanischer Goldsucher und Doku-Soap-Darsteller
- Josef Schnabel (* 1934), deutscher Heimatforscher und Denkmalpfleger
- Joseph Ignaz Schnabel (1767–1831), deutscher Komponist und Kirchenmusiker
- Julian Schnabel (* 1951), US-amerikanischer Maler und Regisseur

### K
- Karl Schnabel (1938–2017), deutscher Politiker (SPD)
- Karl-Heinz Schnabel (1921–1992), deutscher Maler
- Klaus Schnabel (1937–2022), deutscher Theologe und Kirchenrat

### L
- Lothar Schnabel (* 1940), deutscher Fußballspieler

### M
- Manfred Schnabel (* 1927), deutscher Hochschullehrer, Schauspieler und Theaterintendant
- Marlene Schnabel-Marquardt (* 1970), deutsche Künstlerin und Musikerin
- Max Schnabel (1903–1986), deutscher Architekt, Maler und Grafiker
- Michael Schnabel (Geistlicher) (1607–1658), österreichischer Zisterzienser und Abt
- Michael Schnabel (Snookerspieler) (* 1996), deutscher Snookerspieler

### N
- Nikodemus Schnabel (* 1978), deutscher Benediktiner

### P
- Paul Schnabel (1887–1947), deutscher Althistoriker und Altorientalist
- Pavel Schnabel (* 1946), deutscher Filmemacher
- Peter-Ernst Schnabel (1943–2017), deutscher Soziologe und Hochschullehrer

### R
- Reinhold Schnabel, deutscher Volkswirt und Hochschullehrer
- Robert B. Schnabel (* 1950), US-amerikanischer Informatiker und Hochschullehrer
- Rolf Schnabel (1925–1999), deutscher Dokumentarfilmer
- Roman Schnabel (* 1968), deutscher Physiker
- Rudolf Schnabel (1948–2019), deutscher Mathematiker[1]

### S
- Sigune Schnabel (* 1981), deutsche Lyrikerin und Übersetzerin
- Stefan Schnabel (1912–1999), deutscher Schauspieler

### T
- Therese Behr-Schnabel (1876–1959), deutsche Sängerin
- Thomas Schnabel (* 1952), deutscher Historiker
- Tilemann Schnabel (um 1475–1557), evangelischer Theologe und Reformator

### U
- Ulrich Schnabel (* 1962), deutscher Wissenschaftsjournalist und Buchautor

### V
- Vito Schnabel (* 1986), US-amerikanischer Kunsthändler

### W
- Werner Schnabel (Verkehrswissenschaftler) (* 1936), deutscher Verkehrswissenschaftler, Hochschullehrer und Schwimmer
- Werner Wilhelm Schnabel (* 1960), deutscher Germanist, Stammbuchforscher und Landeshistoriker Bayerns
- Wilhelm Schnabel (1602–1673), deutscher reformierter Pastor, Theologe und Hofprediger
- Wolfram Schnabel (1931–2017), deutscher Chemiker
- Wolfgang Schnabel (* 1938), österreichischer Geologe